# Cavaleiro de Bronze (São Petersburgo)

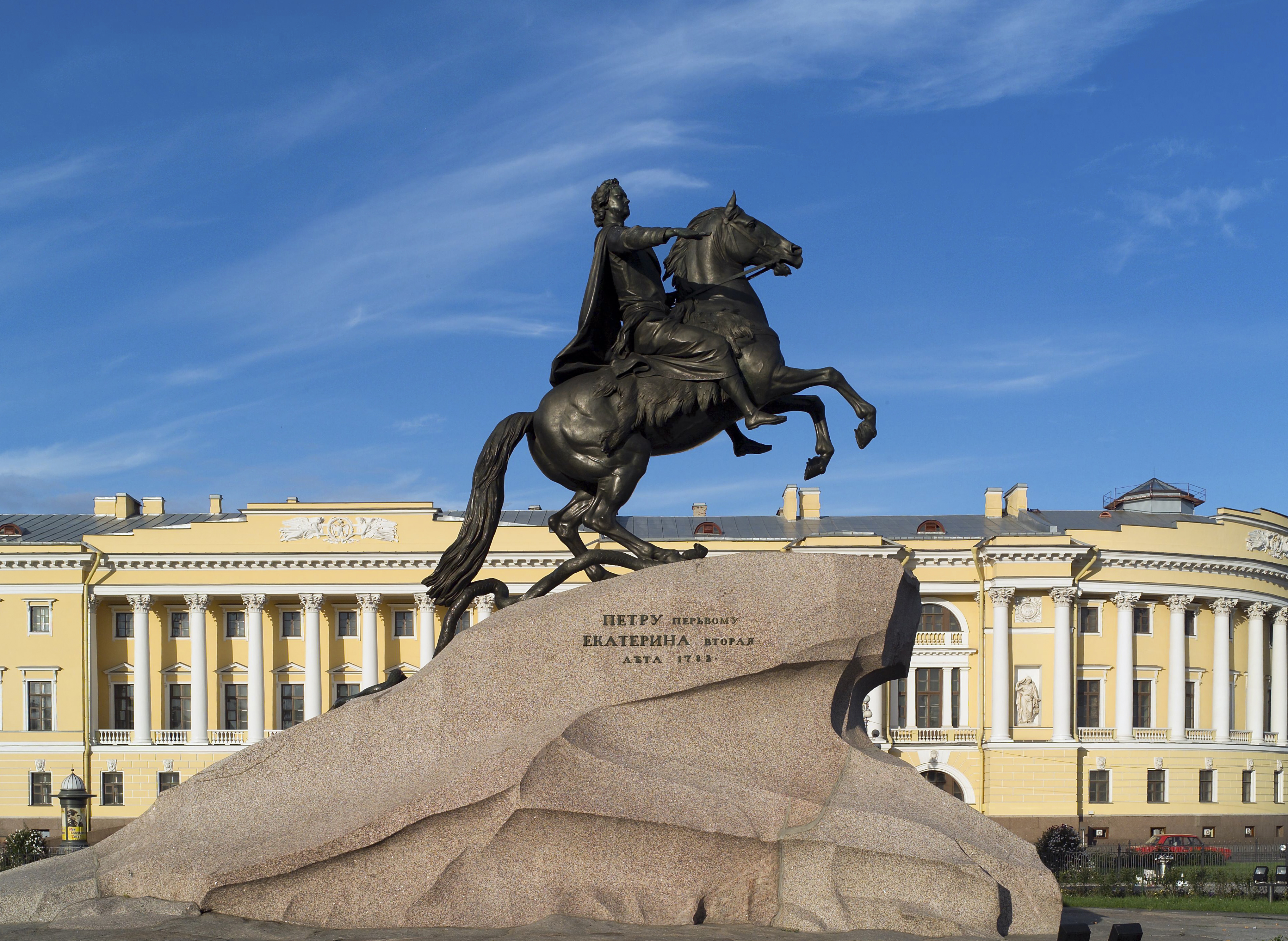
Estátua de Pedro o Grande

O Cavaleiro de Bronze (em russo: Медный всадник, literalmente "cavaleiro de cobre") é uma estátua equestre de Pedro o Grande em São Petersburgo, na Rússia. Comissionado por Catarina II da Rússia, foi criado pelo escultor francês Étienne Maurice Falconet, no entanto, a cabeça do homem e a do cavalo foram esculpidas por Marie-Anne Collot, aluna e assistente de Falconet. O nome vem de um poema de 1833 com o mesmo nome por Alexandre Pushkin, que é considerada uma das obras mais significativas da literatura russa. A estátua é agora um dos pontos turísticos e símbolos de São Petersburgo.
O pedestal da estátua é a Pedra do Trovão, a maior pedra já movida pelos humanos. A pedra pesava inicialmente cerca de 1500 toneladas, e foi esculpida até 1250 toneladas durante o transporte para seu local atual.